# Claudine Longet
Claudine Georgette Longet (Paris, 29 de janeiro de 1942) é uma atriz e cantora francesa, naturalizada norte-americana, muito popular nos anos 60 e 70.

## Biografia
Depois de ter lançado três álbuns como cantora, e de ter participado como atriz de vários episódios de séries de TV ("Dr. Kildare", "Combate", etc.), tornou-se mundialmente famosa por sua participação na comédia "Um convidado bem trapalhão", ao lado de Peter Sellers. Na época, Claudine era casada com o também cantor Andy Williams.
Com sua voz delicada, Claudine fez sucesso interpretando versões de canções como "God only knows", "Love is blue", "Let it be me", "A man and a woman, "I love how you love me" e "Until it's time for you to go".
Em 21 de março de 1976, Claudine matou seu então namorado, o esquiador e atleta olímpico Vladimir "Spider" Sabich, com um tiro. Segundo seu depoimento, a arma teria disparado acidentalmente. Após um julgamento bastante divulgado na imprensa, Claudine foi absolvida da acusação de assassinato, mas condenada pela contravenção de negligência criminal, cumprindo pena de 30 dias de prisão.
A partir de então, abandonou a carreira artística, tendo apenas lançado álbuns de compilações de seus antigos sucessos. Desde 1985, está casada com Ron Austin, que foi seu advogado de defesa no processo de 1977, e vive em Aspen.

## Discografia
- 1972: "Let's spend the night together" (Barnaby Records)
- 1971: "We've only just begun" (Barnaby Records)
- 1970: "Run wild, run free" (A&M)
- 1969: "Colours" (A&M)
- 1968: "Love is blue" (A&M)
- 1967: "The look of love" (A&M)
- 1967: "Claudine" (A&M)

### Compilações
- 2005: "Hello hello: the best of Claudine Longet" (Rev-Ola)
- 2003: "Cuddle up with Claudine Longet" (Vampi Soul)
- 2000: "The very best of Claudine Longet" (Varèse)
- 1993: "Sugar me" (Vivid sound)

## Filmografia
- 1975: "The legendary curse of the Hope diamond" (telefilme) .... Marie Antoinette
- 1973: "The streets of San Francisco (série de TV, 1 episódio) .... Michelle Carl
- 1971: "How to steal an airplane (telefilme) .... Michelle Chivot
- 1971: "Alias Smith and Jones" (série de TV, 1 episódio) .... Michelle Monet
- 1970: "Love, american style (série de TV, 1 episódio)
- 1969: "The bold ones: the lawyers" (série de TV, 1 episódio) .... Suzanne
- 1969: "The F.B.I." (série de TV, 1 episódio) .... Danielle Chabrol
- 1968: "The name of the game (série de TV, 1 episódio) .... Lianne Jevret
- 1968: "Massacre harbor" (longa) .... Marianne
- 1968: "Um convidado bem trapalhão" (longa) .... Michele Monet
- 1966-1967: "Run for your life" (série de TVF, 2 episódios) .... Nicole
- 1964-1967: "Combate" (série de TV, 2 episódios) .... Babette / Claudette
- 1966-1967: "The rat patrol" (série de TV, 2 episódios) .... Marianne
- 1966: "Hogan's heroes" (série de TV, 1 episódio) .... Michelle
- 1965-1966: "12 o'clock high" (série de TV, 2 episódios) .... Liane Godin / Suzanne Arnais
- 1965: "Mr. Novak" (série de TV, 1 episódio) .... Sharhri Javid
- 1964: "Kraft suspense theatre" (série de TV, 1 episódio) .... Marie Ange
- 1964: "McHale's Navy" (longa) .... Andrea Bouchard
- 1963: "Dr. Kildare" (série de TV, 1 episódio) .... Mme. Dupres
- 1963 "McHale's Navy" (série de TV, 2 episódios) .... Yvette Gerard